# Association des comités nationaux olympiques d'Afrique
 (juillet 2021).
Si vous disposez d'ouvrages ou d'articles de référence ou si vous connaissez des sites web de qualité traitant du thème abordé ici, merci de compléter l'article en donnant les références utiles à sa vérifiabilité et en les liant à la section « Notes et références ».
L'Association des comités nationaux olympiques d'Afrique (ACNOA, en anglais : Association of National Olympic Committees of Africa) est une organisation internationale basée à Abuja, au Nigeria réunissant les cinquante-quatre comités nationaux olympiques africains.
L'ACNOA a été fondée le 28 juin 1981 à Lomé par Anani Matthia et Juan Antonio Samaranch avec l'aide d'Ydnekatchew Tessema. Elle portait alors le nom d'Institution Olympique Panafricaine au service du sport, de la jeunesse, du développement humain et de la promotion des valeurs olympiques.

## Programme de l'ACNOA
- Favoriser la conciliation entre les CNO et les gouvernements.
- Bâtir les fondements d’une politique sportive ambitieuse
- Offrir aux jeunes athlètes les conditions de la réussite
- Valoriser les initiatives sportives
- Promouvoir les idéaux et les valeurs olympiques en Afrique
- Participer à la lutte contre le dopage, la corruption, la violence et les pandémies
- Œuvrer au rapprochement des populations par le sport, pour construire une Afrique en paix.

## Événements organisés
- Jeux africains
- Jeux africains de la jeunesse
- Jeux africains de plage

## Pays membres
| Nation                           | Code | Comité national olympique                          | Date de création |
| -------------------------------- | ---- | -------------------------------------------------- | ---------------- |
| Afrique du Sud                   | RSA  | Comité national olympique sud-africain             | 1991             |
| Algérie                          | ALG  | Comité olympique algérien                          | 18 octobre 1963  |
| Angola                           | ANG  | Comité olympique angolais                          | 1979/1980        |
| Bénin                            | BEN  | Comité national olympique et sportif béninois      | 1962             |
| Botswana                         | BOT  | Comité national olympique du Botswana              | 1978-1980        |
| Burkina Faso                     | BUR  | Comité national olympique et des sports burkinabè  | 1965/1972        |
| Burundi                          | BDI  | Comité national olympique du Burundi               | 1990/1993        |
| Cameroun                         | CMR  | Comité national olympique et sportif du Cameroun   | 1963             |
| Cap-Vert                         | CPV  | Comité olympique capverdien                        | 1989/1993        |
| République centrafricaine        | CAF  | Comité national olympique et sportif centrafricain | 1964/1965        |
| Comores                          | COM  | Comité olympique et sportif des îles Comores       | 1979/1993        |
| République du Congo              | CGO  | Comité national olympique et sportif congolais     | 1964             |
| République démocratique du Congo | COD  | Comité olympique congolais                         | 1963/1968        |
| Côte d'Ivoire                    | CIV  | Comité national olympique de Côte d'Ivoire         | 1962/1963        |
| Djibouti                         | DJI  | Comité national olympique djiboutien               | 1983/1984        |
| Égypte                           | EGY  | Comité olympique égyptien                          | 1910             |
| Érythrée                         | ERI  | Comité national olympique érythréen                | 1996/1999        |
| Éthiopie                         | ETH  | Comité olympique éthiopien                         | 1948/1954        |
| Gabon                            | GAB  | Comité olympique gabonais                          | 1965/1968        |
| Gambie                           | GAM  | Comité national olympique de la Gambie             | 1972/1976        |
| Ghana                            | GHA  | Comité olympique ghanéen                           | 1952             |
| Guinée                           | GUI  | Comité national olympique et sportif guinéen       | 1964/1965        |
| Guinée-Bissau                    | GBS  | Comité olympique de Guinée-Bissau                  | 1992/1995        |
| Guinée équatoriale               | GEQ  | Comité national olympique équatoguinéen            | 1980/1984        |
| Kenya                            | KEN  | Comité national olympique du Kenya                 | 1955             |
| Lesotho                          | LES  | Comité national olympique du Lesotho               | 1971/1972        |
| Liberia                          | LBR  | Comité National Olympique Libérien                 | 1954/1955        |
| Libye                            | LBA  | Comité olympique libyen                            | 1962/1963        |
| Madagascar                       | MAD  | Comité olympique malgache                          | 1963/1964        |
| Malawi                           | MAW  | Comité national olympique du Malawi                | 1968             |
| Mali                             | MLI  | Comité National Olympique et Sportif du Mali       | 1962/1963        |
| Maroc                            | MAR  | Comité national olympique marocain                 | 1959             |
| Maurice                          | MRI  | Comité Olympique Mauricien                         | 1971/1972        |
| Mauritanie                       | MTN  | Comité National Olympique et Sportif Mauritanien   | 1962/1979        |
| Mozambique                       | MOZ  | Comité National Olympique Mozambiquais             | 1979             |
| Namibie                          | NAM  | Comité national olympique namibien                 | 1990/1991        |
| Niger                            | NIG  | Comité olympique et sportif national du Niger      | 1964             |
| Nigeria                          | NGR  | Comité olympique nigérian                          | 1951             |
| Ouganda                          | UGA  | Comité national olympique ougandais                | 1950/1956        |
| Rwanda                           | RWA  | Comité National Olympique et Sportif du Rwanda     | 1984             |
| Sao Tomé-et-Principe             | STP  | Comité olympique de Sao Tomé-et-Principe           | 1979/1993        |
| Sénégal                          | SEN  | Comité national olympique et sportif sénégalais    | 1961/1963        |
| Seychelles                       | SEY  | Comité national olympique seychellois              | 1979             |
| Sierra Leone                     | SLE  | Comité national olympique de la Sierra Leone       | 1964             |
| Somalie                          | SOM  | Comité national olympique somalien                 | 1959/1972        |
| Soudan                           | SUD  | Comité national olympique soudanais                | 1956/1959        |
| Soudan du Sud                    | SDD  | Comité national olympique sud-soudanais            | 2015             |
| Swaziland                        | SWZ  | Comité national olympique du Swaziland             | 1971/1972        |
| Tanzanie                         | TAN  | Comité national olympique tanzanien                | 1968             |
| Tchad                            | CHA  | Comité olympique et sportif tchadien               | 1963/1964        |
| Togo                             | TOG  | Comité national olympique togolais                 | 1963/1965        |
| Tunisie                          | TUN  | Comité national olympique tunisien                 | 1957             |
| Zambie                           | ZAM  | Comité national olympique zambien                  | 1964             |
| Zimbabwe                         | ZIM  | Comité national olympique zimbabwéen               | 1934/1980        |

## Présidents
| # | Président            | Nationalité         | Mandat      | Commentaire          |
| - | -------------------- | ------------------- | ----------- | -------------------- |
| 1 | Anani Matthia        | Togo                | 1981 – 1989 | Fondateur de l'ACNOA |
| 2 | Jean-Claude Ganga    | République du Congo | 1989 – 1999 | -                    |
| 3 | Frank Nyangweso      | Ouganda             | 1999 – 2001 | -                    |
| 4 | Alpha Ibrahim Diallo | Guinée              | 2001 – 2005 | -                    |
| 5 | Lassana Palenfo      | Côte d'Ivoire       | 2005 – 2018 | -                    |
| 6 | Mustapha Berraf      | Algérie             | depuis 2018 | Président actuel     |